# Nachtbaumnattern
Die Nachtbaumnattern (Boiga) sind eine Schlangengattung aus der Unterfamilie der Eigentlichen Nattern (Colubrinae) innerhalb der Familie der Nattern (Colubridae), deren Vertreter leicht giftig sind.

## Merkmale
Nachtbaumnattern sind eine Gattung mittelgroßer (maximale Körperlänge bis etwa 1,6 m) bis großer (maximale Körperlänge bis etwa 2,8 m) Schlangen.
Die großen Augen sind häufig vorstehend und zeigen vertikal elliptische Pupillen. Wegen der Ähnlichkeit mit den Augen von Katzen werden diese Schlangen im englischen Sprachgebrauch auch als „cat snakes“ („Katzenschlangen“) bezeichnet.
Die Bezahnung ist opistoglyph; im hinteren Bereich der Maxilla folgen auf 10–14 annähernd gleich große Zähne 2–3 verlängerte Giftzähne mit einer tiefen Furche an der entlang das Gift in die Bisswunde gelangt.
Sie variieren stark in ihren Mustern und Farben. Viele haben Bänder, andere sind gefleckt und einige haben eine einheitliche Farbe. Hauptsächlich sind sie schwarz, braun oder grün mit weißen und gelben Akzenten.

## Verbreitung

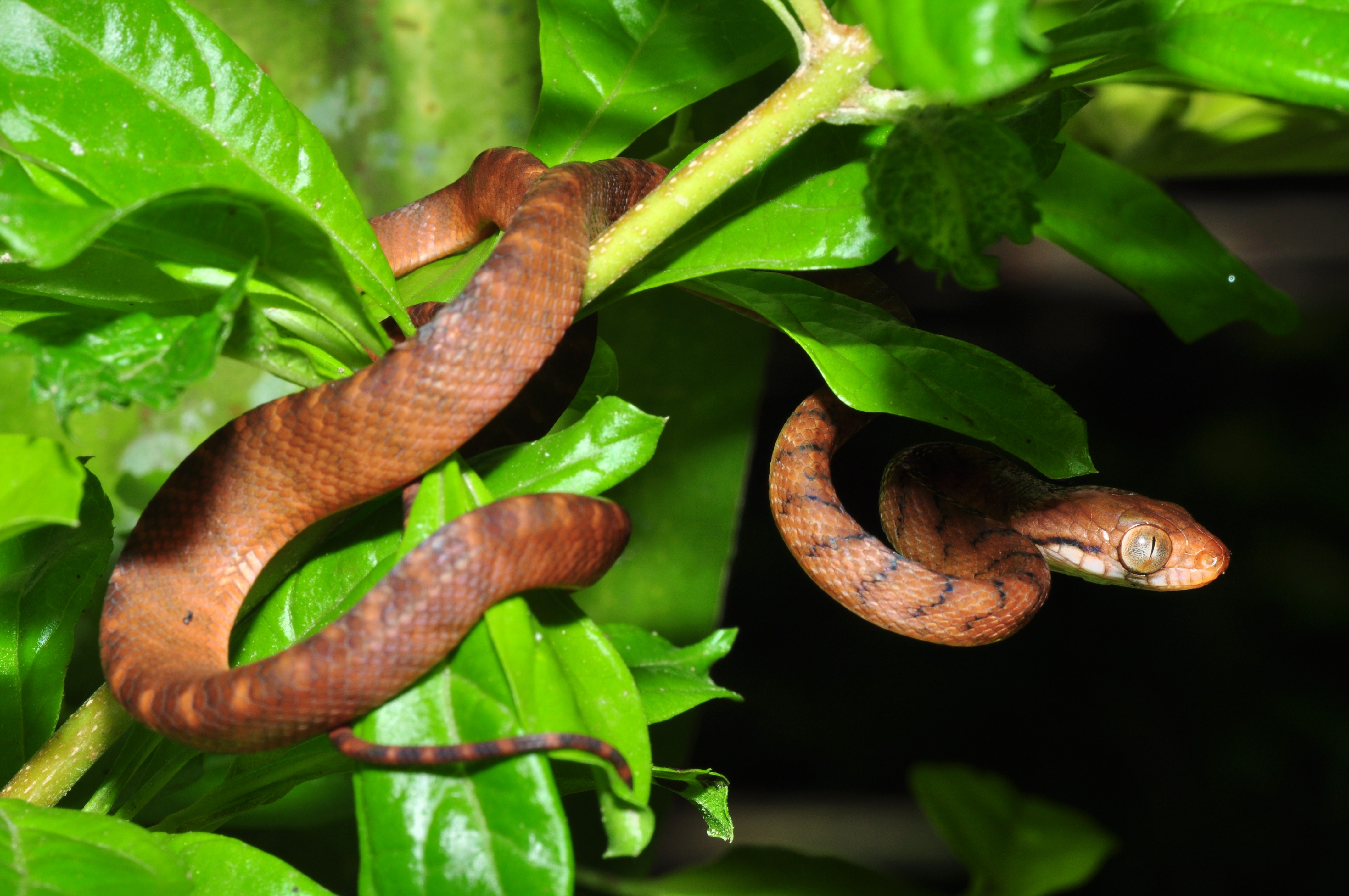
Braune Nachtbaumnatter (Boiga irregularis)

Das Verbreitungsgebiet der Gattung erstreckt sich im südlichen Asien vom Iran, Turkmenistan und Usbekistan im Westen über Tadschikistan, Afghanistan, Pakistan und Indien bis in den Osten der Volksrepublik China und auf Taiwan. Im Norden erreichen sie Nepal und Sri Lanka sowie die Andamanen und Nikobaren im Süden. Sie sind im gesamten südostasiatischen Raum, inklusive der Philippinen verbreitet und zumindest eine Art (Boiga irregularis) erreicht Neuguinea, den Norden und Osten Australiens, die Salomonen und andere Inseln im Nordwesten Melanesiens.
In einigen Gebieten können drei bis fünf Arten der Gattung sympatrisch vorkommen.

## Lebensweise

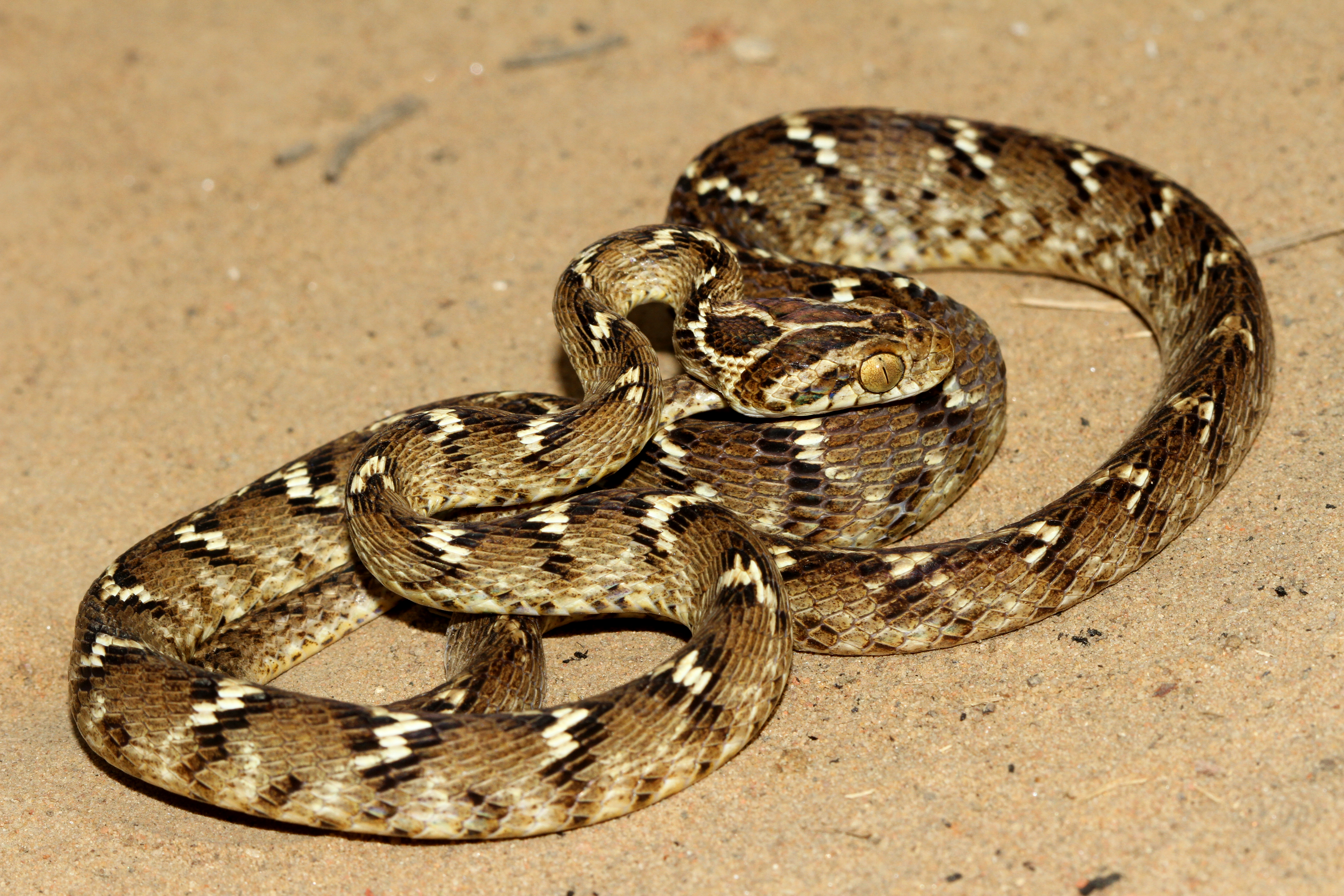
Gemeine Nachtbaumnatter (Boiga trigonata)

Wie der deutsche Trivialname bereits andeutet sind Vertreter der Gattung Boiga nachtaktive Baumbewohner. Sie halten sich jedoch häufiger am Boden auf als andere typische baumbewohnende Schlangen und eine Art, die Gemeine Nachtbaumnatter (Boiga trigonata), ist überwiegend am Boden anzutreffen. Sie bevorzugen Waldgebiete als Lebensraum; Boiga trigonata ist allerdings auch in den Steppengebieten Zentralasiens beheimatet.
Zu den häufigsten Beutetieren zählen Eidechsen und Kleinsäuger sowie Vögel und deren Gelege. Tagaktive Eidechsen und Vögel werden während deren Ruhephasen aktiv bejagt. Nachtaktive Beutetiere, wie etwa Fledermäuse, werden vermutlich auch als Lauerjäger erbeutet. Mittelgroße Boiga-Arten und Jungtiere großer Arten bevorzugen Eidechsen als Beutetiere. Adulttiere großer Arten verlagern ihr Beutespektrum hingegen zunehmend auf warmblütige Vögel und Kleinsäuger.
Alle Vertreter der Gattung sind ovipar. Über die Fortpflanzung ist nur wenig bekannt. Die meisten Informationen beziehen sich auf Beobachtungen an in Gefangenschaft lebenden Tieren und lassen sich nur bedingt auf deren Verhalten in freier Wildbahn übertragen. Einige Arten (Boiga cynodon, Boiga cyanea, Boiga dendrophila, Boiga nigriceps und eventuell auch Boiga guangxiensis) können vermutlich mehrmals pro Jahr Eier legen. Die Paarungsdauer liegt bei den meisten Arten, für die entsprechende Daten vorliegen, bei 2,5–4 Stunden, kann sich bei einigen Arten (Boiga kraepelini, Boiga ceylonensis und Boiga multomaculata) aber auch über 10–20 Stunden hinziehen, während der Akt bei Boiga guangxiensis bereits nach 10–20 Minuten beendet ist.

## Toxinologie

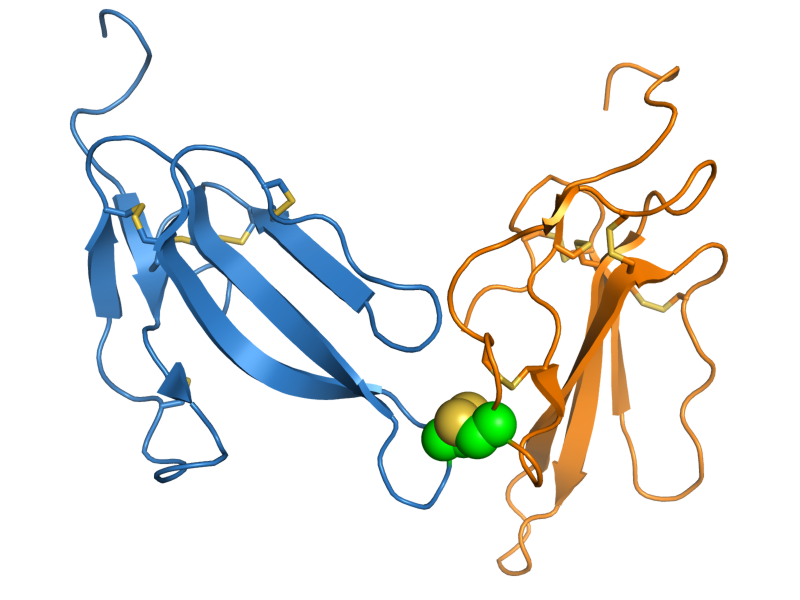
Irditoxin ist ein Heterodimer aus zwei Einheiten Denmotoxin-ähnlicher Drei-Finger-Toxine (blau und orange).

Das Gift der Nachtbaumnattern wird von den Duvernoyschen Drüsen gebildet. Die Toxinologie der Gattung Boiga ist bislang nur ansatzweise erforscht. Das liegt unter anderem auch daran, dass Bisse beim Menschen zwar deutliche, aber kaum bedrohliche Folgen haben. Anlass für detailliertere Untersuchungen bot die Braune Nachtbaumnatter (Boiga irregularis), die als invasive Art auf Guam und angrenzenden Inseln fatale Auswirkungen, insbesondere für die lokale Vogelfauna, zur Folge hat.
Bereits 2006 wurde im Drüsensekret der Mangroven-Nachtbaumnatter (Boiga dendrophila) das monomere Drei-Finger-Toxin (3FTx) Denmotoxin nachgewiesen. Das Polypeptid Denmotoxin ist ein Neurotoxin das die Nikotinischen Acetylcholinrezeptoren an der neuromuskulären Endplatte blockiert. Dadurch wird die Signalübertragung von den Nervenzellen auf die Muskelfasern unterbunden was zu Lähmungserscheinungen führt. Die neurotoxische Wirkung von Denmotoxin ist allerdings nicht universell, sondern etwa 100-fach stärker bei Vögeln als bei Säugetieren.
Zwei Jahre später wurde aus dem Gift der Braunen Nachtbaumnatter (Boiga irregularis) Irditoxin nachgewiesen. Irditoxin (nach „(Boiga) IRregularis DImeric TOXIN“) ist ein Heterodimer aus zwei unterschiedlichen 3FTx-Einheiten die über eine Disulfidbrücke miteinander verbunden sind. Die neurotoxische Wirkung von Irditoxin ist bei Reptilien und Vögeln (Diapsida) rund 1000-fach stärker als bei Säugetieren (Synapsida).
2018 wurden die Analysen um drei zusätzliche Arten, die Hundszahn-Nachtbaumnatter (Boiga cynodon), die Rote Nachtbaumnatter (Boiga nigriceps) und die Gemeine Nachtbaumnatter (Boiga trigonata), erweitert. Das Gift aller fünf Arten zeigte ein Überwiegen von Denmotoxin-ähnlichen Drei-Finger-Toxinen. Bei drei Arten (Boiga dendrophila, Boiga irregularis und Boiga nigriceps) wiesen die 3FTx zudem die notwendigen Voraussetzungen für die Bildung Irditoxin-ähnlicher Dimere auf.

## Arten

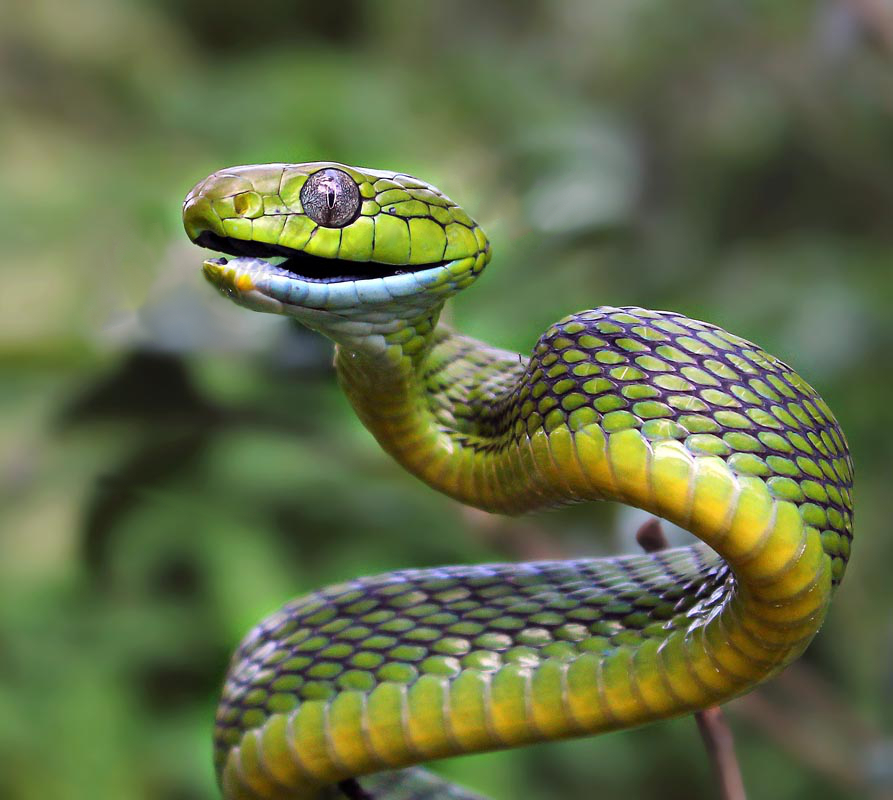
Grüne Nachtbaumnatter (Boiga cyanea)

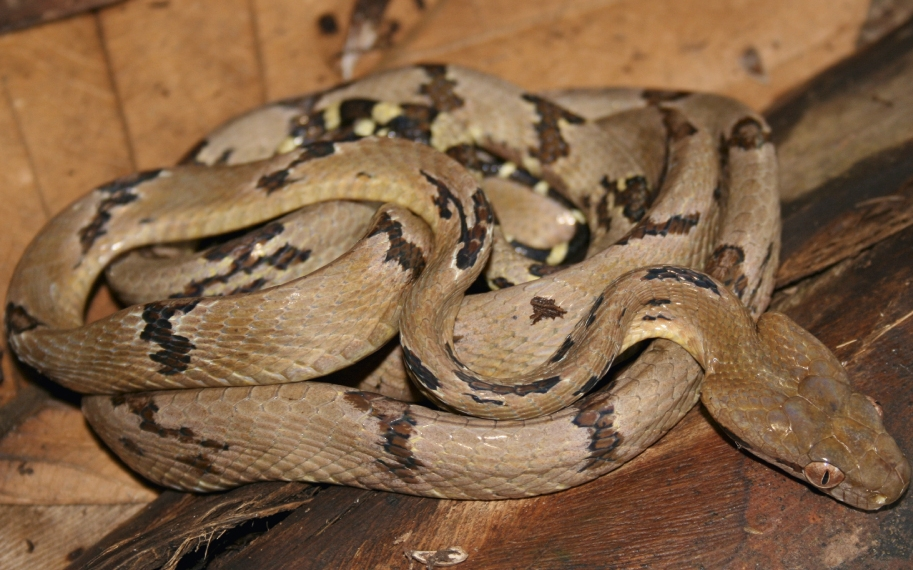
Hundszahn Nachtbaumnatter (Boiga cynodon)

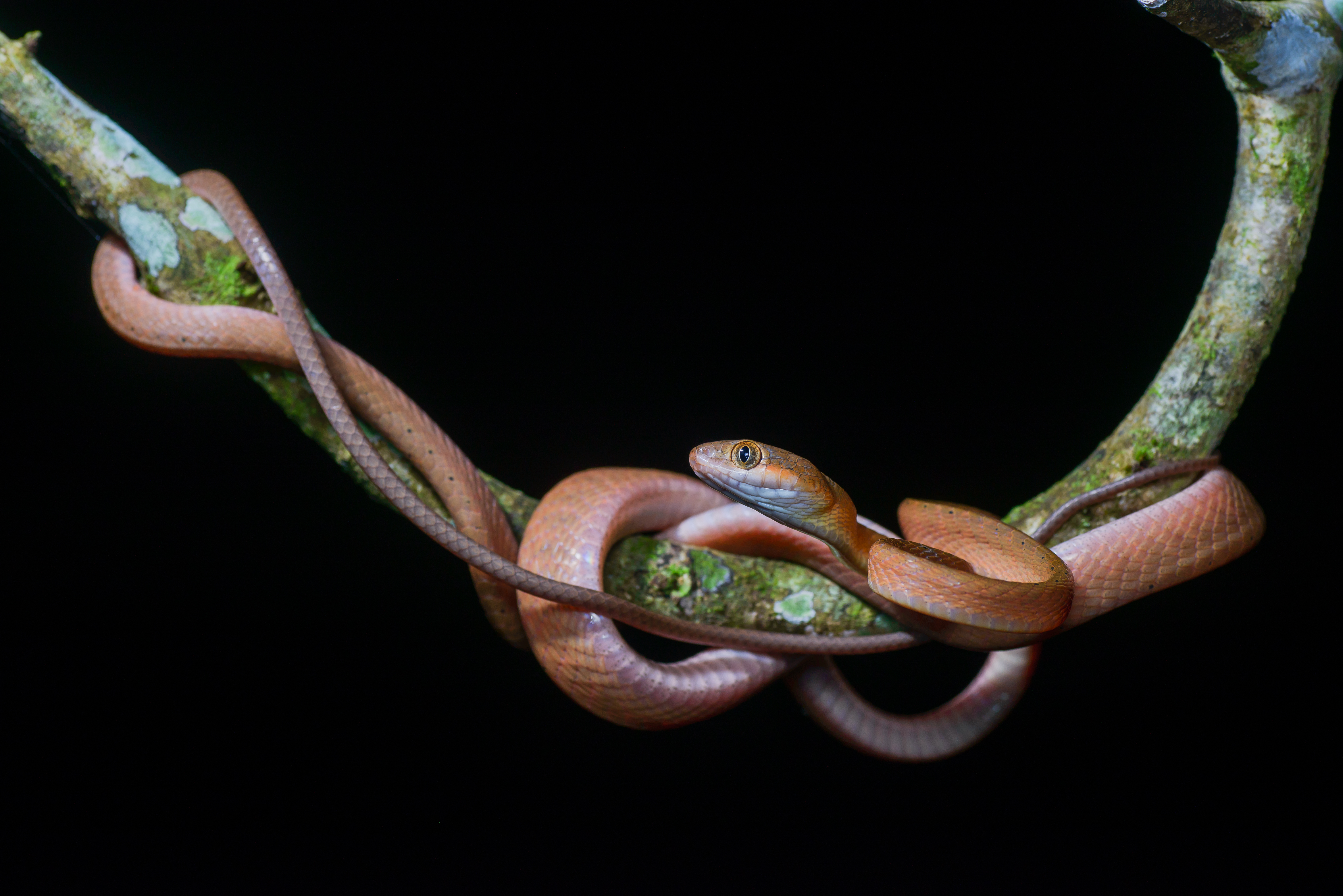
Rote Nachtbaumnatter (Boiga nigriceps)

The Reptile Database listet aktuell (Stand: Mai 2023) 37 Arten. Zwei Arten aus Afrika (Boiga blandingii und Boiga pulverulenta) werden heute in der zwar nahe verwandten, aber eigenständigen Gattung Toxicodryas geführt.
- Boiga andamanensis (Wall, 1909)
- Boiga angulata (Peters, 1861)
- Boiga barnesii (Günther, 1869)
- Boiga beddomei (Wall, 1909)
- Boiga bengkuluensis Orlov, Kudryavtzev, Ryabov & Shumakov, 2003
- Boiga bourreti Tillack, Ziegler & Khac Quyet, 2004
- Boiga ceylonensis (Günther, 1858)
- Grüne Nachtbaumnatter (Boiga cyanea (Duméril, Bibron & Duméril, 1854))
- Hundszahn-Nachtbaumnatter (Boiga cynodon (Boie, 1827))
- Mangroven-Nachtbaumnatter (Boiga dendrophila (Boie, 1827))
- Boiga dightoni (Boulenger, 1894)
- Weißflecken-Nachtbaumnatter (Boiga drapiezii (Boie, 1827))
- Boiga flaviviridis Vogel & Ganesh, 2013
- Boiga forsteni (Duméril, Bibron & Duméril, 1854)
- Boiga gocool (Gray, 1834)
- Boiga guangxiensis Wen, 1998
- Boiga hoeseli Ramadhan, Iskandar & Subasri, 2010
- Braune Nachtbaumnatter (Boiga irregularis (Bechstein, 1802))
- Boiga jaspidea (Duméril, Bibron & Duméril, 1854)
- Boiga kraepelini Stejneger, 1902
- Boiga melanota (Boulenger, 1896)
- Boiga multifasciata (Blyth, 1861)
- Gefleckte Nachtbaumnatter (Boiga multomaculata (Boie, 1827))
- Rote Nachtbaumnatter (Boiga nigriceps (Günther, 1863))
- Boiga nuchalis (Günther, 1875)
- Boiga ochracea (Theobald, 1868)
- Boiga philippina (Peters, 1867)
- Boiga quincunciata (Wall, 1908)
- Boiga ranawanei Samarawickrama, Samarawickrama, Wijesena & Orlov, 2005
- Gebänderte Nachtbaumnatter (Boiga saengsomi Nutaphand, 1985)
- Boiga schultzei Taylor, 1923
- Boiga siamensis Nutaphand, 1971
- Boiga saengsomi Nutaphand, 1985
- Boiga tanahjampeana Orlov & Ryabov, 2002
- Boiga thackerayi Giri, Deepak, Captain, Pawar & Tillack, 2019
- Gemeine Nachtbaumnatter (Boiga trigonata (Schneider in Bechstein, 1802))
- Boiga wallachi Das, 1998
- Indische Eierschlange (Boiga westermanni (Reinhardt, 1863))